# Микольта, Сантьяго
Сантьяго Даниэль Микольта Ластра (исп. Santiago Daniel Micolta Lastra; род. 26 мая 2000, Мачала) — эквадорский футболист, нападающий клуба «Депортива Венадос».

## Клубная карьера
Микольта — воспитанник клуба «Фуэрса Амарилья». 6 августа 2017 года в матче против «Макара» он дебютировал в эквадорской Примере. Летом 2018 года Микольта перешёл в чилийский «Унион Ла-Калера». 26 августа в матче против «Депортес Икике» он дебютировал в чилийской Примере. В начале 2019 года Сантьяго присоединился к ЛДУ Лоха, выступающем во Втором Дивизионе Эквадора.
Летом того же года Микольта перешёл в «Аукас». 24 августа в матче против «Ольмедо» он дебютировал за новый клуб.

## Международная карьера
В 2017 году в составе юношеской сборной Эквадора Микольта принял участие в юношеском чемпионате Южной Америки в Чили. На турнире он сыграл в матчах против команд Уругвая, Боливии, Парагвая, Бразилии, Венесуэлы, а также дважды против Колумбии и Чили. В поединках против венесуэльцев и парагвайцев Сантьяго забил по голу.
В 2019 году Микольта в составе молодёжной сборной Эквадора стал победителем юношеского чемпионата Южной Америки в Чили. На турнире он сыграл в матчах против команд Аргентины, Венесуэлы и дважды Уругвая.

## Достижения
Эквадор (до 20)
- Победитель Молодёжного чемпионата Южной Америки — 2019